# Port lotniczy Al Udeid
Port lotniczy Al-Udeid (ICAO OTBK, IATA EID) – trzeci co do wielkości katarski port lotniczy. Mieści się w mieście Ar-Rajjan. Używany jest obecnie do celów wojskowych.
Na jego terenie mieści się Al Udeid Air Base (arab. ‏قاعدة العديد الجوية‎, kaʻid al-ʻadid al-dżauijj) będąca największą amerykańską bazą lotniczą na Bliskim Wschodzie.
Według doniesień medialnych z czerwca 2017 r. w bazie stacjonowało ponad 11 000 żołnierzy amerykańskich i sojuszniczych oraz ponad 100 samolotów bojowych.